# 張瑞妍
張瑞妍（1925年—2019年）是中華民國（臺灣）田徑運動員及政治人物，曾任中學教師、高雄市議員，後代表中國國民黨在台灣省第五選區（高高屏澎）當選為第一屆第一、二次增額立法委員。